# Waitkera waitakerensis
Waitkera waitakerensis là một loài nhện trong họ Uloboridae. Chúng được miêu tả năm 1946 bởi George Chamberlain, thường xuất hiện ở New Zealand.